# Mycetophila angularisa
Mycetophila angularisa är en tvåvingeart som beskrevs av Wu 1997. Mycetophila angularisa ingår i släktet Mycetophila och familjen svampmyggor. Inga underarter finns listade i Catalogue of Life.